# Літовищенська сільська рада
Літовищенська сільська́ ра́да — адміністративно-територіальна одиниця та орган місцевого самоврядування в Шумському районі Тернопільської області. Адміністративний центр — село Літовище.

## Загальні відомості
- Територія ради: 31,559 км²
- Населення ради: 567 осіб (станом на 2001 рік)

## Населені пункти
Сільській раді підпорядковані населені пункти:
- с. Літовище
- с. Сошище

## Склад ради
Рада складалася з 12 депутатів та голови.
- Голова ради: Горобець Юрій Васильович
- Секретар ради: Кожан Тетяна Михайлівна

### Керівний склад попередніх скликань
| Прізвище, ім'я, по батькові | Основні відомості                                                                                 | Дата обрання | Дата звільнення |
| --------------------------- | ------------------------------------------------------------------------------------------------- | ------------ | --------------- |
| Горобець Юрій Васильович    | Сільський голова, 1976 року народження, освіта вища, безпартійний                                 | 26.03.2006   | 31.10.2010      |
| Горобець Юрій Васильович    | Сільський голова, 1976 року народження, освіта вища, член Української соціал-демократичної партії | 31.10.2010   |                 |

Примітка: таблиця складена за даними сайту Верховної Ради України

### Депутати
За результатами місцевих виборів 2010 року депутатами ради стали:

#### За суб'єктами висування
| Суб'єкт висування | Кількість обраних депутатів | %   |
| ----------------- | --------------------------- | --- |
| Самовисування     | 12                          | 100 |

#### За округами
| № округу | Прізвище, ім'я, по батькові    | Дата визнання обраним | Освіта             | Партійна приналежність                        | Відомості про обраного депутата                            |
| -------- | ------------------------------ | --------------------- | ------------------ | --------------------------------------------- | ---------------------------------------------------------- |
| 1        | Якушевська Галина Григорівна   | 03.11.2010            | середня            | член Всеукраїнського об'єднання «Батьківщина» | тимчасово не працює                                        |
| 2        | Осіпчук Вікторія Володимирівна | 03.11.2010            | середня            | позапартійна                                  | тимчасово не працює                                        |
| 3        | Слюсарчук Неля Григорівна      | 03.11.2010            | вища               | позапартійна                                  | приватний підприємець                                      |
| 4        | Садов'юк Віктор Володимирович  | 03.11.2010            | середня            | позапартійний                                 | тимчасово не працює                                        |
| 5        | Чухач Олександр Ігорович       | 03.11.2010            | середня            | позапартійний                                 | тимчасово не працює                                        |
| 6        | Гальчук Юрій Васильович        | 03.11.2010            | середня            | позапартійний                                 | ЗАТ «Тер-нопільськиймолокозавод», робітник                 |
| 7        | Гальчук Мефодій Ілліч          | 03.11.2010            | середня            | позапартійний                                 | пенсіонер                                                  |
| 8        | Божук Олександр Миколайович    | 03.11.2010            | вища               | член Єдиного Центру                           | Літовищенська загальноосвітня школа І-ІІ ст., вчитель      |
| 9        | Катеринюк Галина Андріївна     | 03.11.2010            | середня            | позапартійна                                  | тимчасово не працює                                        |
| 10       | Подлєсна Любов Володимирівна   | 20.05.2013            | середня спеціальна | позапартійна                                  | Літовищенська сільська рада, секретар виконавчого комітету |
| 11       | Діхтярук Петро Павлович        | 09.11.2010            | вища               | позапартійний                                 | Літовищенська загальноосвітня школа І-ІІ ст., вчитель      |
| 12       | Горбатюк Наталія Григорівна    | 09.11.2010            | середня            | позапартійна                                  | тимчасово не працює                                        |